# Andrea González Nader
Andrea Belén González Nader (Guayaquil, 1 de abril de 1987) es una activista ambiental, empresaria y figura política ecuatoriana. Fue candidata en las elecciones presidenciales de Ecuador de 2025 por el Partido Sociedad Patriótica.

## Biografía
Nació el 1 de abril de 1987, en la ciudad ecuatoriana de Guayaquil.
Tras realizar estudios de Ingeniería en la Universidad del Pacífico (2005-2012), obtuvo el título de Ingeniera en Gestión tecnológica, con mención en Medio ambiente. Después de graduarse, fundó y dirigió la organización ambiental EcoVerde. Se dedicó en particular a la defensa de los océanos y los manglares, a la lucha contra la deforestación y contra el tráfico de animales salvajes.

### Carrera política
En diciembre de 2018, fue elegida como candidata por el partido político Unidad Popular, para ocupar la viceprefectura de la Provincia del Guayas, en las elecciones de 2019. El binomio Valentín Salas-Andrea González inscribió su candidatura el 15 de diciembre.  Tras las elecciones, quedaron en el séptimo puesto con el 2.23 % del escrutinio de los votos.
Participó como candidata a la Asamblea Nacional en las elecciones legislativas de 2021, en la lista de asambleístas nacionales por la alianza la Alianza Honestidad; sin embargo, no resultó electa.
En 2023, Fernando Villavicencio, candidato presidencial en las elecciones presidenciales de ese año del partido político Movimiento Construye, la eligió como candidata para la vicepresidencia. Luego del asesinato de Villavicencio el 9 de agosto, el partido exploró la posibilidad de que González lo reemplazara. El 12 de agosto se anunció a González como nueva candidata presidencial del Movimiento Construye; sin embargo, debido a incertidumbres legales sobre su elegibilidad, el 13 de agosto el partido revocó esta decisión y designó en su lugar al periodista Christian Zurita, manteniendo a González como candidata a vicepresidencia.
Entre el 9 de septiembre y 13 de diciembre de 2023, estuvo en la vicepresidencia del Movimiento Gente Buena, organización política de hecho fundada por Villavicencio, abandonando este movimiento para fundar Fuerza Valiente. Con la creación de Fuerza Valiente, González indicó que habría posibilidades de que se postule en las elecciones de 2025.
En junio de 2024, anunció su precandidatura presidencial, siendo respaldada por el Partido Sociedad Patriótica.